# Sanyaia Belatthaputta
Sañyaiá Belaṭṭhaputta (literalmente, ‘Sanyaiá, hijo de Belattha") fue un asceta agnóstico indio, contemporáneo de Majavirá (fundador de la religión Jaina) y Buda (fundador de la religión budista). Sanyaia Belatthaputta fue uno de los ascetas pertenecientes al movimiento Sramana de la India.
En la literatura palí, las enseñanzas de Sanyaiá han sido caracterizadas como «evasivas» y «agnósticas».
Hecker (1994) las contextualiza como «una especie de existencialismo dialéctico», en contraposición a las opiniones materialistas populares en esa época (por ejemplo, tipificado por el maestro asceta Ayita Kesakambali).
Sanyaia fue uno de los cinco vagabundos a quienes el rey Ayata Satru dirigió su pregunta escéptica acerca de cuál es el beneficio evidente (con alguna evidencia, pratiaksa) o real (samania) de llevar la vida de un vagabundo sin hogar. La respuesta de Sanyaia fue:

Si me preguntas si hay otro mundo, bueno, si yo pensara que lo hay, diría que no. Pero no digo que no. Y no creo que sea así. Y tampoco creo que sea lo contrario. Y sin embargo no lo niego. Y no digo que hay ni que no hay otro mundo. Y si me preguntas acerca de si los seres se producen por casualidad, o si hay algún fruto, algún resultado de las buenas o malas acciones, o si un hombre que ha ganado la verdad continúa o no después de la muerte, a cada una de esas preguntas yo daría la misma respuesta.
Sanyaia, según el Sutta Samannaphala

En el Brahma-yala-sutra, Buda considera que las opiniones de Sanyaiá son  amaravikkhepa-vada, ‘doctrina del retorcimiento de anguilas’
Sanyaiá había sido el primer maestro de Majá Mogalana y Sari Putra, dos futuros grandes discípulos de Buda.
Estos dos futuros arjats finalmente abandonaron la tutela de Sanyaiá, porque no les enseñó cómo poner fin al sufrimiento final.
En la literatura Jaina, Sanyaiá se identifica como un muni (‘sabio’ en sánscrito) Jaina.
Aunque los religiosos Jainas criticaron a Sanyaiá, se cree que él fue influenciado por la doctrina Jainista.